# Brown, Boveri & Cie

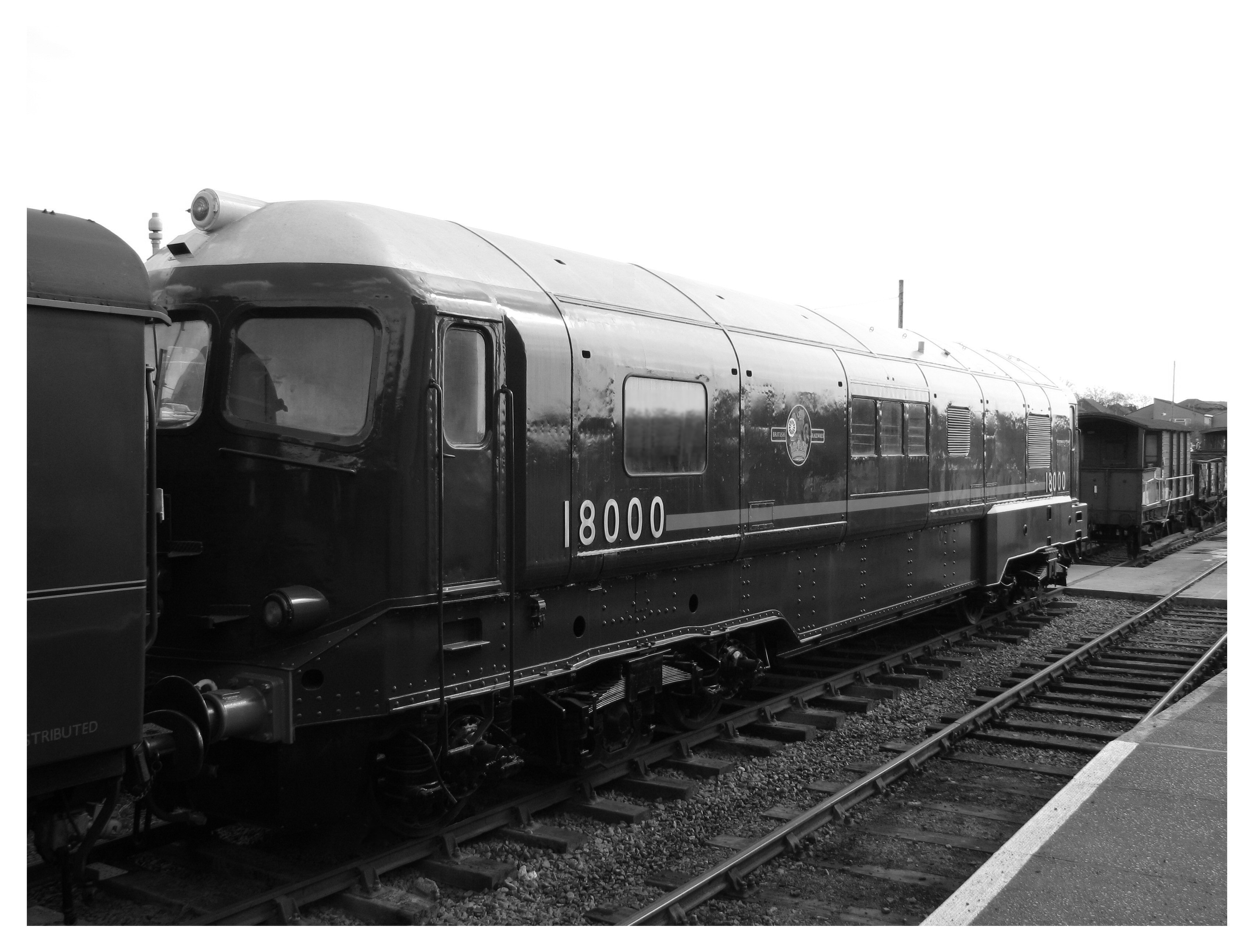
Газотурбовоз «Бритиш Рейл 18000» компанії «Браун, Бовері енд Сі»

«Браун, Бовері енд Сі» (нім. Brown, Boveri & Cie) — швейцарська група електротехнічних компаній. Компанія заснована в Цюриху в 1891 році Чарльзом Юджином Ланселотом Брауном і Вальтером Бовері, які працювали в Maschinenfabrik Oerlikon. У 1970 році BBC придбала Maschinenfabrik Oerlikon. У 1988 році вона об'єдналася з ASEA, щоб утворити Asea Brown Boveri.
Підприємство виробляло двигуни постійного та змінного струму, генератори, парові турбіни, газові турбіни, трансформатори та електрообладнання локомотивів.

## Компанія
Об'єднана група компаній Brown, Boveri & Cie (BBC) з розробки та виробництва електротехнічного обладнання розпочала своє існування у 1891 році у Швейцарії і за довгі роки своєї діяльності внесла величезний внесок у розвиток цієї галузі та вдосконалення приводних технологій. Склад організацій, що входять до неї, досить швидко став багатонаціональним, крім швейцарських заводів відкривалися дочірні компанії на території Європи, а далі й її за межами. Особливу популярність набула продукція BBC, що призначалася для задоволення потреб важкої промисловості.
У міру свого швидкого зростання та розвитку компанія легко освоювала та впроваджувала найпередовіші розробки, завжди тримаючи курс на інноваційні рішення та покращення виробничих характеристик. Так формувалися основні напрямки ведення виробничої діяльності: промислова електротехніка, електроніка, тягове обладнання, енергетика та обладнання для розподілу електричної потужності. У 1988 році в результаті злиття Brown, Boveri & Cie зі шведською компанією ASEA виникла ще більш успішна і передова торгова марка Asea Brown Boveri (ABB).